# Aenictus watanasiti
Aenictus watanasiti es una especie de hormiga guerrera del género Aenictus, familia Formicidae. Fue descrita científicamente por Jaitrong & Yamane en 2013.
Se distribuye por China, Tailandia y Vietnam.